# Ken Matsui
Ken Matsui –en japonés: 松井謙, Matsui Ken– (15 de enero de 2001) es un deportista japonés que compite en lucha grecorromana. Ganó una medalla de oro en el Campeonato Mundial de Lucha de 2021, en la categoría de 55 kg.

## Palmarés internacional
| Campeonato Mundial | Campeonato Mundial | Campeonato Mundial | Campeonato Mundial |
| Año                | Lugar              | Medalla            | Categoría          |
| ------------------ | ------------------ | ------------------ | ------------------ |
| 2021               | Oslo (Noruega)     | Medalla de oro     | 55 kg              |